# Walerà II de Limburg
Walram II o Walerà II de Limburg, dit el Pagà (nascut vers 1085, mort el 1139) fou duc de Limburg i comte d'Arlon de 1119 a 1139 i duc de Baixa Lotaríngia de 1128 a 1139. Era fill d'Enric I, duc de Limburg i II de la Baixa Lotaríngia, i d'Adelaida de Pottenstein.
El seu sobrenom venia d'un baptisme tardà. El 1101, el seu pare havia rebut de l'emperador Enric IV, el ducat de Baixa Lorena, però el 1106, l'emperador Enric V li havia retirat per donar-lo a Godofreu I de Lovaina (V de Baixa Lotaríngia). Això va donar lloc a alguns odis familiars entre Lovaina i Limburg. Enric V va morir el 1125, i el nou emperador Lotari II va retirar la Baixa Lotaríngia a Godofreu de Lovaina, per donar-la a Walerà. Òbviament, Godofreu no va voler cedir el ducat a Walerà i li va impedir exercir la seva nova funció. El conflicte ràpidament es va convertir en lluita armada, amb motiu dels problemes sobre l'abadia de Saint-Truiden. L'any 1129, Walerà i el bisbe de Lieja, Alexandre de Jülich, van derrotar a Godofreu a Wilderen. Més tard, els dos rivals es van reconciliar, però Godofreu va continuar portant el títol de duc de la Baixa Lorena tot i no dominar ja el territori. Després de la mort de Walerà, Baixa Lotaríngia va anar a mans del fill de Godofreu de Lovaina, també anomenat Godofreu (II de Lovaina i VI de Baixa Lotaríngia).
A la mort de Lotari II, Walerà va recolzar l'elecció de Conrad III de Hohenstaufen i va romandre fidel a aquest. El 1129, va ser advocat-protector i mestre de boscos de Duisburg.

## Matrimoni i fills
Es va casar el 1110 amb Jutta de Gueldre (1087 † 1151), senyora hereva de Wassenberg, filla de Gerard I Flaminius, comte de Gueldre. Van tenir a:
- Enric II (1111 † 1167), duc de Limburg
- Gerard, senyor de Wassenberg, citat el 1148 i 1166
- Walerà, comte d'Arlon, va morir després de 1145
- Beatriu es va casar abans del 1135 amb Robert I, comte de Laurenburg
- Adelaida, casada amb Egbert, comte de Tecklenbourg